# Hexatoma brevipila
Hexatoma brevipila är en tvåvingeart som först beskrevs av Alexander 1918.  Hexatoma brevipila ingår i släktet Hexatoma och familjen småharkrankar. Inga underarter finns listade i Catalogue of Life.